# الغامض (فلم)
فيلم الغامض  بالإنجليزية (The Laureate) فيلم يتناول قصة شاعر الحرب البريطاني المتزوج (روبرت جريفز)، حيث يلتقي بالكاتبة الأمريكية (لورا رايدنج) ويصبح على علاقة عاطفية بها في تحدٍ لتقاليد المجتمع، ثم بعدها تتوالى الأحداث.

## البطولة
- توم هيوز بدور روبرت جريفز
- لاورا هادوك بدور نانسي نيكلسون
- ديانا أغرون في دور لورا رايدنج
- جوليان غلوفر مثل ألفريد جريفز
- باتريشيا هودج في دور إيمي جريفز
- إنديكا واتسون بدور كاثرين نيكولسون
- كريستيان أنهولت في دور تي إس إليوت